# Andreas Kolb
Andreas Kolb, né le 23 mars 1996, est un coureur cycliste autrichien spécialiste de VTT de descente.

## Biographie
Après être passé dans la catégorie élite, Andreas Kolb a d'abord été actif dans les courses en Europe sans résultats notables. Pour la saison 2019, il est devenu membre de l'équipe Gamux Factory Racing avec qui, il participe à toute la Coupe du monde et termine à plusieurs reprises dans le top 20 en 2020.
Pour la saison 2021, il rejoint l'équipe Continental Atherton des ex-champions du monde Gee Atherton et Rachel Atherton. Avec sa nouvelle équipe, il a fait sa percée internationale lors de la saison 2022. Lors de la Coupe du monde, il se retrouvé dans le top 5 de cinq des huit courses de la saison. Son meilleur résultat est la deuxième place lors de la finale de la saison à Val di Sole, ce qui le place à la quatrième place du général de la Coupe du monde. Durant l'été, il devient champion d'Europe de descente à Maribor devant son compatriote David Trummer. Après une saison réussie, Kolb est le premier autrichien à être invité à la Red Bull Hardline, mais compte tenu des risques, il décide de ne pas prendre le départ de la course pour ne pas compromettre sa saison 2023,. 
Après que Kolb soit tombé en finale de la première course de Coupe du monde de la saison 2023, il remporte la deuxième manche de la saison dans son Leogang natal et est - après Valentina Höll lors de la saison féminine en 2021 - le premier Autrichien à remporter une manche de Coupe du monde. En août, il devient vice-champion du monde descente sur la piste boueuse de Fort William.

## Palmarès en VTT de descente

### Championnats du monde
- Fort William 2023
  -  Médaillé d'argent de la descente

### Coupe du monde
- Coupe du monde de descente
  - 2022 : 4e du classement général
  - 2023 : 5e du classement général, vainqueur d'une manche
  - 2024 : 6e du classement général

### Championnats d'Europe
- 2022
  -  Champion d'Europe de descente
- 2024
  -  Champion d'Europe de descente
- 2025
  -  Médaillé d'argent de la descente

### Championnats d'Autriche
- 2015
  - 3e de la descente
- 2018
  - 2e de la descente
- 2019
  - 2e de la descente
- 2020
  - 2e de la descente
- 2021
  - 2e de la descente
- 2023
  - 3e de la descente
- 2024
  -  Champion d'Autriche de descente
- 2025
  -  Champion d'Autriche de descente